# Máini nyelv
A máini (vagy minai, mineus, madhabi) nyelv a nyugati délsémi nyelvek közé tartozó ódélarab nyelv négy ismert dialektusának egyike. Az i. e. 1200 és i. sz. 1. század között, a mai Jemen területén található Vádi Madhab környékén elterülő, Karnau (Qarnaw) székhelyű máini királyság és a környező területek nyelve volt.
Korpusza feliratokból ismert. Írására az ódélarab írást használták.

## Lásd még
Ódélarab feliratok

## Külső hivatkozások
- CSAI: Corpus of South Arabian Inscriptions Az ódélarab feliratok digitális adatbázisa.
- SIL
- LinguistList Archiválva 2012. február 11-i dátummal a Wayback Machine-ben